# Хушская епархия
Хушская епархия (рум. Episcopia Hușilor) — епархия Румынской православной церкви с центром в городе Хуши. Входит в состав Молдавской и Буковинской митрополии. Объединяет приходы и монастыри жудеца Васлуй.
На 2014 год в состав епархии входит 280 приходов, объединённых в 3 протопопии (благочиния), и 16 монастырей, в которых проживают 250 монахов. В 500 храмах епархии служит 275 священников. Действует духовная семинария.
Правящий архиерей — епископ Хушский Игнатий (Триф) (с 2017 года).

## История

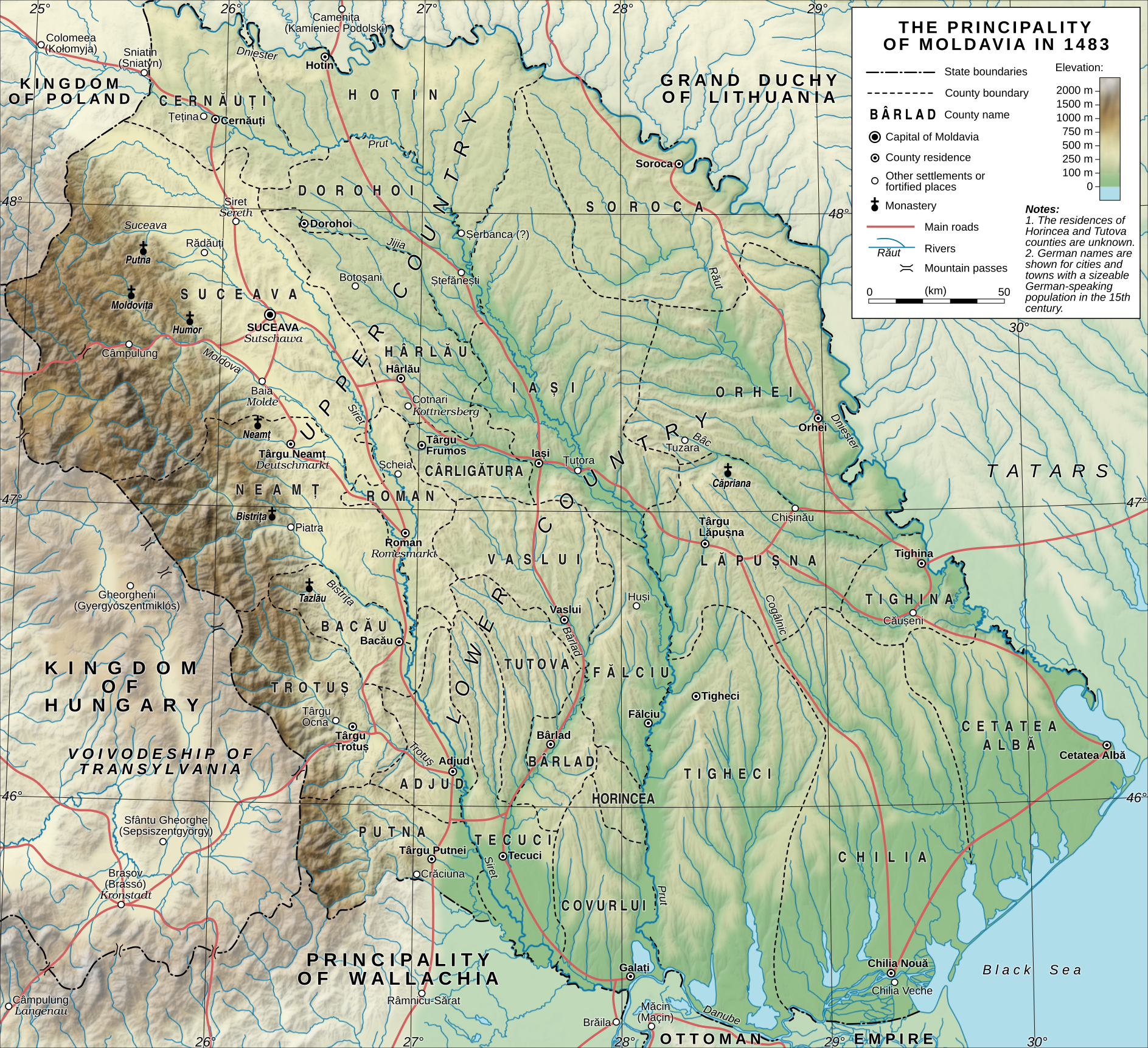
Карта Молдавского княжества

Первым достоверным документальным упоминанием существования Хушской епархии является грамота молдавского господаря Иеремия Могилы от 15 декабря 1598 года, в которой был упомянут епископ Хушский Иоанн. Поскольку в грамоте от 6 мая 1598 года Хушская епархия не упоминалась, то предположительно она была основана в период с мая по декабрь 1598 года. Епархия занимала территории Фальчийского, Лапушнянского, Орхейского и Сорокского цинутов (см. карту слева). После смерти епископа Проиловского Даниила в 1771 году Проиловскую епархию решили упразднить, а ранее входившие в неё Измаильский, Килийский, Аккерманский и Бендерский цинуты передать в юрисдикцию Хушских епископов. В 1774 году Хушская епархия вернулась к прежним границам. После присоединения Бессарабии к Российской империи в 1812 году все территории восточнее Прута перешли в юрисдикцию Кишинёвской епархии Русской православной церкви, а в составе Хушской епархии остался только Фальчийский цинут.
В 1864—1878 годах в состав Хушской епархии входил город Кагул.
В 1949 году Хушская епархия была упразднена и объединена с Романской епархией, переименованной в Романскую и Хушскую епархию, но 15 сентября 1996 года Хушская епархия была восстановлена.

## Епископы
- Иоанн (1598—1605)
- Филофей (1605—1607)*
- Ефрем (1607—1608)*
- Иосиф (1608—1611)*
- Митрофан (1616—1619)*
- Павел (1619—1620)*
- Митрофан (1620—1622)*
- Павел (1622—1626)*
- Митрофан (1626—1634)
- Георгий (1634—1645)
- Гедеон (1645—1653)
- Савва (1653—1656)
- Феофан (1656—1658)
- Досифей (Барилэ) (1658—1660)
- Серафим (1660—1667)
- Иоанн (1667—1674)
- Софроний (1674—1676)
- Каллистрат (Вартыка) (1676—1682)
- Митрофан (1682—1686)
- Варлаам (1686—1708)
- Савва (1709—1713)
- Иорест (1713—1727)
- Гедеон (1728—1734)
- Варлаам (1734—1735)
- Феофил (1735—1743)
- Иерофей (1743—1752)
- Иннокентий (1752—1782)
- Иаков (Стамати) (1782—1792)
- Вениамин (Костаки) (1792—1796)
- Герасим (Клипу-Барбовский) (1796—1803)
- Мелетий (Лефтер) (1803—1826)
- Софроний (Миклеску) (3 июня 1826 — 10 февраля 1851)
- Мелетий (Истрати) (1851—1857)
- Каллиник (Миклеску) (ноября 1858 — января 1861) в/у
- Мелхиседек (Стефанеску) (1859—1864)
- Дионисий (Романо) (ноябрь 1864 — май 1865) в/у
- Иосиф (Георгиан) (19 июня 1865 — 24 марта 1879)
- Каллиник (Дима)[рум.] (22 марта 1879 — 27 ноября 1886)
- Сильвестр (Бэлэнеску) (10 декабря 1886 — 25 ноября 1900)
- Конон (Арэмеску-Донич) (8 февраля 1902 — 14 февраля 1912)
- Никодим (Мунтяну) (18 февраля 1912 — 31 декабря 1923)
- Феофил (Михэйлеску) (1 января — 1 марта 1924) в/у
- Иаков (Антонович) (14 марта 1924 — 31 декабря 1931)
- Вениамин (Почитан) (31 декабря 1931 — март 1934) в/у, епископ Бырлэдский
- Нифон (Кривяну) (30 ноября 1933 — 30 ноября 1939)
- Григорий (Леу) (11 июня 1940 — 5 февраля 1949)
- Иоаким (Мареш) (4 июля 1996 — 24 апреля 2009)
- Корнилий (Онилэ) (18 июня 2009 — 19 августа 2017)
- Феофан (Саву) (19 августа — 22 октября 2017) в/у, митр. Молавский и Буковинский
- Игнатий (Триф) (с 5 октября 2017)

* датировка в разных источниках расходится